# Kauwa Palila
Pour les articles homonymes, voir Palila.
Kauwa Palila, née en 1778 à Hawaï et morte le 2 mai 1830 à Honolulu (Hawaï), est une princesse royale hawaïenne, fille du roi Kamehameha Ier, demi-sœur des rois Kamehameha II et Kamehameha III et grand-mère du roi Lunalilo, dernier souverain de la dynastie des Kamehameha.    

## Biographie
Kauwa Palila est née de la relation entre le futur roi Kamehameha et Kalolaa-kumukoa, membre de la noblesse et apparentée à la famille royale. Cette dernière est la petite-fille du roi Keaweʻīkekahialiʻiokamoku (en), également arrière-grand-père de Kamehameha.  
Elle épousa  Eia Kalaiku'ahulu, lui-même second fils de Keaweʻopala, vers 1785, à Hawaï. Ils eurent plusieurs enfants mais un seul survécut à l'âge adulte : Charles Kanaina.  
Kauwa Palila meurt le 2 mai 1830, à l'âge de 52 ans, à Honolulu.  